# 鬼滅之刃漫畫章節列表
鬼滅之刃漫畫章節列表列出日本漫畫《鬼滅之刃》每一話的標題以及刊載期號。相關翻譯使用台灣東立出版社提供的官方譯名。

## 單行本已收錄
- 「卷彩」表示有卷頭彩頁（巻頭カラー）
- 「中彩」表示有中央彩頁（センターカラー）

| 1. 殘酷（，Zankoku）（《週刊少年Jump》2016年11號）卷彩 2. 素未謀面之人（，Mishiranu Dareka）（2016年12號）中彩 3. 一定會在天黑前回來（，Kanarazu Modoru Yoake made ni wa）（2016年13號） 4. 炭治郎日記・前篇（，Tanjirō Nikki: Zenpen）（2016年14號） | 1. 炭治郎日記・後篇（，Tanjirō Nikki: Kōhen）（2016年15號） 2. 成堆的手（，Yamahodo no Te ga）（2016年16號） 3. 亡靈（，Bōrei）（2016年17號）中彩 |

| 1. 哥哥（，Nīchan）（2016年18號） 2. 你回來了（，Okaeri）（2016年19號） 3. 擄人的沼澤（，Hitosarai-numa）（2016年20號） 4. 暗示（，Anji）（2016年21·22合併號） 5. 我不能說（，Ienai）（2016年23號） | 1. 你…（，Omae ga）（2016年24號） 2. 鬼舞辻的憤怒・迷惑之血的味道（，Kibutsuji no Kanshaku・Genwaku no Chi no Kaori）（2016年25號） 3. 醫師的見解（，Ishi no Kenkai）（2016年26號） 4. 手鞠遊戲（，Temari Asobi）（2016年27號）中彩 |

| 1. 箭頭鬼（，Yajirushi Oni）（2016年28號） 2. 鎖住（，Jubaku）（2016年29號） 3. 永遠在一起（，Zutto Issho ni Iru）（2016年30號） 4. 我妻善逸（，Agatsuma Zen'itsu）（2016年31號） 5. 鼓屋（，Tsuzumi Yashiki）（2016年32號） | 1. 突然出現的豬（，Totsuzen no Inoshishi）（2016年33號） 2. 豬露出敵意・善逸睡著了（，Inoshishi wa Kiba o Muki Zen'itsu wa Nemuru）（2016年34號） 3. 前十二鬼月（，Moto jū ni Kizuki）（2016年35號） 4. 激勵自己吧（，Onore o Kobu seyo）（2016年36·37合併號） |

| 1. 徒手打架（，Sutegoro）（2016年38號） 2. 嘴平伊之助（，Hashibira Inosuke）（2016年39號） 3. 緊急召集（，Kinkyū no Yobidashi）（2016年40號） 4. 那田蜘蛛山（，Natagumo Yama）（2016年41號） 5. 傀儡人偶（，Ayatsuri Ningyō）（2016年42號） | 1. 派不是自己的某人上前戰鬥（，Jibun de wa nai Dareka o Mae e）（2016年43號） 2. 嗆鼻的味道（，Shigeki-shū）（2016年44號） 3. 儘管痛到滿地打滾也要往前（，Kurushimi, Notauchinagara Mae e）（2016年45號） 4. 強韌之刃（，Kyōjinna Yaiba）（2016年46號） |

| 1. 各自分散（，Chirijiri）（2016年47號）中彩 2. 這下子不妙啊（，Kore wa Yabee）（2016年48號） 3. 斷掉的刀身（，Oreta Tōshin）（2016年49號） 4. 本人與冒牌貨（，Honmono to Nisemono）（2016年50號） 5. 在走馬燈之中（，Sōmatō no Naka）（2016年51號） | 1. 火神（，Hinokami）（2016年52號）中彩 2. 胡蝶忍（，Kochō Shinobu）（2017年1號） 3. 後面（，Ushiro）（2017年2·3合併號）中彩 4. 下地獄（，Jigoku e）（2017年4·5合併號） |

| 1. 違反隊律（，Tairitsu Ihan）（2017年6號） 2. 鬼殺隊柱共同審判（，Kisatsutai Chūgō Saiban，The Demon Slayer Corps Gathers）（2017年7號）卷彩 3. 主公大人（，Oyakata-sama）（2017年8號） 4. 生氣（，Pui）（2017年9號） 5. 胡蝶屋（，Chō Yashiki）（2017年10號） | 1. 功能恢復訓練・前篇（，Kinō Kaifuku Kunren: Zenpen）（2017年11號） 2. 功能恢復訓練・後篇（，Kinō Kaifuku Kunren・Kōhen）（2017年12號）中彩 3. 歸還日輪刀（，Nichirintō Kaeru）（2017年13號） 4. 冷酷無情（，Reikokumujō）（2017年14號） |

| 1. 你是（，Kimi wa）（2017年15號）中彩 2. 晚安，煉獄先生（，Konbanwa Rengoku-san）（2017年16號） 3. 無限夢境列車（，Mugen Yume Ressha）（2017年17號） 4. 快點醒來（，Mezamero）（2017年18號） 5. 拿起刀子（，Yaiba o Mote）（2017年19號） | 1. 早安（，Ohayō）（2017年20號） 2. 侮辱（，Bujoku）（2017年21·22合併號）中彩 3. 保護兩百人（，Nihyaku nin o Mamoru）（2017年23號） 4. 狹小空間的攻防（，Kyōsho no Kōbō）（2017年24號）卷彩 - 番外篇（）（2017年24號） |

| 1. 在惡夢裡結束（，Akumu ni Owaru）（2017年25號） 2. 猗窩座（，Akaza）（2017年26號）中彩 3. 上弦之力·柱之力（，Jōgen no Chikara, Hashira no Chikara，Strength of the Upper Ranks, Strength of the Hashira）（2017年27號） 4. 是誰贏了（，Dare no Kachi ka）（2017年28號） 5. 在黎明死去（，Reimei ni Chiru）（2017年29號）中彩 | 1. 尋找的東西（，Sagashimono）（2017年30號） 2. 高手（，Tsukaite）（2017年31號） 3. 就算是一步一步往前進也沒關係（，Mae e Susumou Sukoshizutsu de Kamawanai kara）（2017年32號） 4. 綁架犯（，Hitosarai）（2017年33號） |

| 1. 潛入遊郭大作戰（，Yūkaku Sennyū Dai Sakusen）（2017年34號）中彩 2. 尋找老婆（，Oyomesan o Sagase）（2017年35號） 3. 追蹤（，Tsuiseki）（2017年36·37合併號） 4. 墮姬（，Daki）（2017年38號） 5. 各自的想法（，Sorezore no Omoi）（2017年39號） | 1. 在各自的地點（，Sorezore no Basho de）（2017年40號） 2. 轟隆（，Todoroku）（2017年41號） 3. 彎彎曲曲（，Gunegune）（2017年42號） 4. 風洞（，Kazaana）（2017年43號） |

| 1. 價值（，Kachi）（2017年44號） 2. 重疊的記憶（，Kasanaru Kioku）（2017年45號） 3. 人類跟鬼（，Ningen to Oni）（2017年46號） 4. 改變容貌（，Henbō）（2017年47號）中彩 5. 重要的東西（，Taisetsuna Mono）（2017年48號） | 1. 嚎啕大哭（，Ō Naki）（2017年49號） 2. 妓夫太郎（，Gyūtarō）（2017年50號） 3. 集結（，Shūketsu）（2017年51號）卷彩 4. 打倒的方法（，Taoshikata）（2017年52號） - 番外篇 伊之柱的短篇故事（） |

| 1. 混戰（，Konsen）（2018年1號） 2. 感謝你（，Kansha Suru）（2018年2·3合併號） 3. 變更作戰計畫（，Sakusen Henkō）（2018年4·5號） 4. 蟲子廢物慢半拍的呆子（，Mushikera Bonkura Noroma no Funuke）（2018年6號）中彩 5. 絕對不放棄（，Zettai ni Akiramenai）（2018年7號） | 1. 你快想辦法（，Nantoka Shite）（2018年8號）中彩 2. 最後（，Saigo）（2018年9號） 3. 不論轉世投胎多少次（前篇）（，Nando Umarekawatte mo (Zenpen)）（2018年10號） 4. 不論轉世投胎多少次（後篇）（，Nando Umarekawatte mo (Kōhen)）（2018年11號） |

| 1. 上弦集結（，Jōgen Shūketsu）（2018年12號） 2. 某人的夢境（，Dareka no Yume）（2018年13號） 3. 前往刀匠的村子！（，Iza Yuke Sato e!!）（2018年14號）中彩 4. 悄悄話（，Naisho-Banashi）（2018年15號） 5. 時透，你好（，Tokitō-kun Konnichiwa）（2018年16號） | 1. 緣壹零式（，Yoriichi Zeroshiki）（2018年17號） 2. 小鐵（，Kotetsu-san）（2018年18號） 3. 有東西出現了（，Nanka Deta）（2018年19號） 4. 敵襲（，Tekishū）（2018年20號）中彩 |

| 1. 礙事（，Jama）（2018年21·22合併號） 2. 時透謝謝你（，Tokitō-kun Arigatō）（2018年23號） 3. 死不了（，Shinanai）（2018年24號） 4. 在破房子裡偷偷摸摸（，Abaraya de Kosokoso）（2018年25號） 5. 自詡是藝術家（，Geijutsuka Kidori）（2018年26號）中彩 | 1. 遷移變換（，Sen'i Henten）（2018年27號）卷彩 2. 紅刀（，Kakutō）（2018年28號） 3. 想要得到認同（，Mitomeraretakatta）（2018年29號） 4. 成為柱（，Hashira ni）（2018年30號） |

| 1. 大壞蛋（，Gokuakunin）（2018年31號） 2. 刀匠（，Katanakaji）（2018年32號） 3. 無一郎的無（，Muichirō no Mu）（2018年33號） 4. 復活（，Yomigaeru）（2018年34號） 5. 雙方互嗆（，Waruguchi Gassen）（2018年35號） | 1. 異常狀況（，Ijō Jitai）（2018年36·37合併號）卷彩 2. 那是暫時的興奮狀態（，Sore wa Ichijitekina Kōfun Jōtai）（2018年38號） 3. 甘露寺蜜璃的走馬燈（，Kanroji Mitsuri no Sōmatō）（2018年39號） 4. 你這混帳 不要太過分了（，Īkagenni shiro Bakatare）（2018年40號） |

| 1. 黎明將近（，Semaru Yoake）（2018年41號）中彩 2. 黎明·拂曉（，Kawataredoki Asaborake）（2018年42號） 3. 勝利的鳴動（，Shōri no Meidō）（2018年43號） 4. 請求告知（，Gokyōji Negau）（2018年44號） 5. 為了成為有印記之人（，Aza no Mono ni Naru Tame ni wa）（2018年45號） | 1. 棲身之所（，Ibasho）（2018年46號） 2. 訪客（，Raihōsha）（2018年47號）中彩 3. 全力訓練（，Zenryoku Kunren）（2018年48號） 4. 歡迎來到…（，Yōkoso...）（2018年49號） |

| 1. 反覆動作（，Hanpuku Dōsa）（2018年50號） 2. 悲鳴嶼行冥（，Himejima Gyōmei）（2018年51號） 3. 行動（，Ugoku）（2018年52號） 4. 不滅（，Fumetsu）（2019年1號） 5. 急轉直下（，Kyūten）（2019年2號） | 1. 殞命（，Ochiru）（2019年3號） 2. 揭開決戰的序幕（，Kessen no Hibuta o Kiru）（2019年4·5合併號）卷彩 3. 仇人（，Kataki）（2019年6·7合併號） 4. 蟲柱・胡蝶忍（，Mushibashira, Kochō Shinobu）（2019年8號） |

| 1. 憤怒（，Ikari）（2019年9號） 2. 繼承者們（，Uketsugu Monotachi）（2019年10號） 3. 幸福的箱子（，Shiawase no Hako）（2019年11號） 4. 驕傲（，Hokori）（2019年12號） 5. 小齒輪（，Chīsana Haguruma）（2019年13號）中彩 | 1. 對決（，Butsukaru）（2019年14號） 2. 厭惡感（，Ken'o-Kan）（2019年15號） 3. 察覺（，Kizuki）（2019年16號） 4. 鈴聲響起的下雪月夜（，Suzunari no Yukizukiyo）（2019年17號） |

| 1. 清澈透明的世界（，Sukitōru Sekai）（2019年18號）卷彩 2. 引起興趣（，Hikareru）（2019年19號） 3. 懷舊強襲（，Kaiko Kyōshū）（2019年20號） 4. 毫無用處的狛犬（，Yakutatazu no Komainu）（2019年21號） 5. 謝謝你（，Arigatō）（2019年22·23合併號）中彩 | 1. 回家的靈魂（，Maimodoru Tamashii）（2019年24號） 2. 超乎常理（，Hachamecha）（2019年25號） 3. 臉（，Kao）（2019年26號） 4. 重疊的臉孔・復甦的記憶（，Kasanaru Omokage, Yomigaeru Kioku）（2019年27號） |

| 1. 蝴蝶展翅（，Chō no Habataki）（2019年28號） 2. 三人的勝利（，Sannin no Shiroboshi）（2019年29號）卷彩 3. 滿溢的心（，Kokoro Afureru）（2019年30號） 4. 我只是稍微用力過猛（，Chotto Rikimisugita dake）（2019年31號） 5. 愕然與戰慄（，Gakuzen to Wananaku）（2019年32號） | 1. 真正的想法（，Honshin）（2019年33號） 2. 願望（，Negai）（2019年34號） 3. 永垂不朽（，Hyakusei Fuma）（2019年35號）中彩 4. 地鳴（，Jinaru）（2019年36·37合併號） |

| 1. 不動之柱（，Fudō no Hashira）（2019年38號） 2. 改變（，Henzuru）（2019年39號） 3. 弱者的可能性（，Jakusha no Kanōsei）（2019年40號） 4. 堅定意志所開創的道路（，Hiseki no Kokoro ga Hiraku Michi）（2019年41號） 5. 紅色月夜裡的惡夢（，Akai Tsukiyo ni Mita Akumu）（2019年42號） | 1. 後生可畏（，Kōsei Osoru beshi）（2019年43號）卷彩 2. 武士（，Samurai）（2019年44號） 3. 弟弟（，Otōto）（2019年45號） 4. 無論手伸得再長也搆不到（，Te o Nobashite mo Te o Nobashite mo）（2019年46號） |

| 1. 兄弟之情令人動容（，Ani o Omoi Otōto o Omoi）（2019年47號） 2. 恢復（，Kaifuku）（2019年48號） 3. 大災難（，Taisai）（2019年49號） 4. 激怒（，Gekido）（2019年50號）卷彩 5. 交戰（，Semegiai）（2019年51號） | 1. 退出戰線（，Sensen Ridatsu）（2019年52號） 2. 沒有味道的世界（，Nioi no Nai Sekai）（2020年1號） 3. 古老的記憶（，Inishie no Kioku）（2020年2號） 4. 純潔的人（，Mukunaru Hito）（2020年3號） |

| 1. 悲痛的戀情（，Hitsūna Renjō）（2020年4·5合併號） 2. 可靠的同伴（，Kokorozuyoi Nakama）（2020年6·7合併號） 3. 接力攻擊（，Zokuzoku to）（2020年8號） 4. 究竟誰才是鬼（，Dochira ga Oni ka）（2020年9號）中彩 5. 緣的輪迴（，Meguru Enishi）（2020年10號） | 1. 困難之門逐漸開啟（，Konnan no Tobira ga Hiraki Hajimeru）（2020年11號）卷彩 2. 灼熱的傷口（，Shakunetsu no Kizu）（2020年12號） 3. 瞬息萬變（，Memagurushiku）（2020年13號） 4. 我是…（，Watashi wa）（2020年14號） |

| 1. 執念（，Shūnen）（2020年15號） 2. 發覺（，Kizukeba）（2020年16號） 3. 千年的黎明（，Sennen no Yoake）（2020年17號） 4. 勝利的代價（，Shōri no Daishō）（2020年18號）卷彩 5. 鬼王（，Oni no Ō）（2020年19號） | 1. 回家吧（，Kaerō）（2020年20號） 2. 諸多契機（，Amata no Yobimizu）（2020年21·22合併號） 3. 沒有鬼的世界（，Oni no Nai Sekai）（2020年23號）卷彩 4. 歷經風霜發光發熱的生命（，Ikuseisō o Kirameku Inochi）（2020年24號）中彩 |

## 單行本未收錄
- 特別短篇（2020年44號）